# Cavendishia corei
Cavendishia corei är en ljungväxtart som beskrevs av A. C. Smith. Cavendishia corei ingår i släktet Cavendishia och familjen ljungväxter. Inga underarter finns listade i Catalogue of Life.